# Witold Gintowt-Dziewałtowski

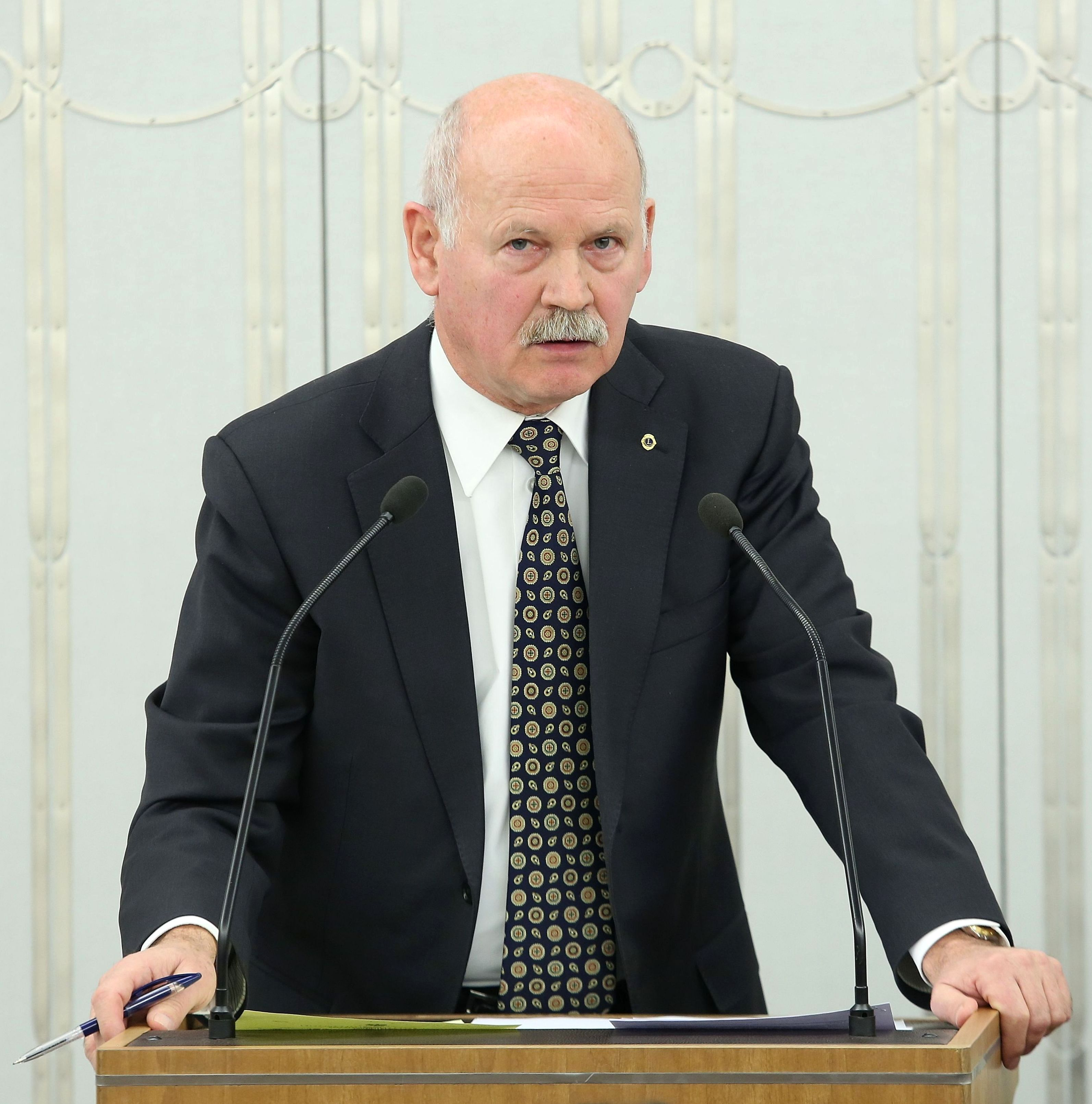
Witold Gintowt-Dziewałtowski (2014)

Witold Józef Gintowt-Dziewałtowski (* 11. Januar 1949 in Drewnica) ist ein polnischer Politiker (PZPR, SLD). Er war von 1997 bis 2011 Abgeordneter des Sejm in der III., IV., V. und VI. Wahlperiode und gehörte von 2011 bis 2015 dem Senat der Republik Polen an.

## Leben und Beruf
In den Jahren 1966 bis 1967 arbeitete er in der Landwirtschaftlichen Produktionsgemeinschaft Kopanów II. Von 1967 bis 1970 war er Buchhalter in der LPG Jesionna. In den Jahren 1970 bis 1974 war er Finanzinspektor in der LPG Inspektion in Elbląg und danach war er bis 1975 Vorsitzender der Kreisplanungskommission im Kreisamt von Nowy Dwór Gdański. 1976 machte er einen Abschluss an der Fakultät für Organisation und Management an der Universität Danzig.
Von 1975 bis 1981 war er Angestellter als Leitender Wojwodschaftsinspektor im Wojwodschaftsamt in Elbląg. In den Jahren 1986 bis 1990 war er Vorsitzender der Wohnungsgenossenschaftsverwaltung „Nad Jarem“ in Elbląg und danach bis 1994 Vorsitzender der Wohnungsgenossenschaftsverwaltung „Zakrzewo“.

## Politik
Von 1968 bis 1990 war er aktives Mitglied der Polnische Vereinigte Arbeiterpartei (PZPR). In den Jahren 1981 bis 1986 war er Erster Sekretär des Stadtkomitees der PZPR in Elbląg. Von 1966 bis 1988 gehörte er der Vereinigung der Polnischen Landjugend und dem Verband der Sozialistischen Jugend Polens an.
Von 1994 bis 1998 erfüllte er die Funktion des Stadtpräsidenten von Elbląg. In den Jahren 1990 bis 1999 war er Funktionär in der Partei Socjaldemokracja Rzeczypospolitej Polskiej (SdRP). 1999 trat er dem Sojusz Lewicy Demokratycznej (SLD) bei und saß im Vorstand dieser Partei. Zudem war er örtlicher SLD-Vorsitzender in Elbląg.
Bei den Parlamentswahlen 1997, 2001 und 2005 wurde er jeweils über die Liste des SLD zum Abgeordneten des Sejm gewählt. Er war Mitglied in der Sejm-Kommission für Kommunale Selbstverwaltung und Regionalpolitik in der III., IV. und V. Wahlperiode, in den Jahren 1997 bis 2005 war er Stellvertretender Vorsitzender dieser Kommission. Vom 10. Juli bis 4. November 2007 und erneut seit dem 30. November 2007 war er Mitglied des Rates für den Öffentlichen Dienst.
In den Parlamentswahlen 2007 errang er über die Liste des Wahlbündnisses Lewica i Demokraci (LiD), an dem sich die SLD beteiligt hatte, für den Wahlkreis Elbląg mit 9.875 Stimmen zum vierten Mal ein Abgeordnetenmandat im Sejm. In der VI. Wahlperiode war er stellvertretender Vorsitzender der Sejm Kommission für Kommunale Selbstverwaltung und Mitglied der Kommission für Abgeordnetenangelegenheiten.
Am 22. April 2008 trat er der neugebildeten Fraktion Lewica bei, die sich im September 2010 in SLD-Fraktion umbenannte. Im August 2011 rief er dazu auf, bei der kommenden Parlamentswahlen die Platforma Obywatelska (PO) zu wählen und wurde daraufhin aus der SLD-Fraktion ausgeschlossen. Wenige Tage später verließ er auch die Partei. Daraufhin nominierte ihn die PO als parteilosen Kandidaten für den Senat der Republik Polen. Er wurde im Wahlkreis Elbląg mit 39,9 % der Stimmen gewählt. 2015 kandidierte er nicht erneut. Bei den Selbstverwaltungswahlen 2024 kandidierte er erfolglos auf der Liste des Wahlkomitees „Lokale Verwaltungsbewegung – Ja für Elbląg“ für ein Mandat im Stadtrat von Elbląg.